# Benthorn

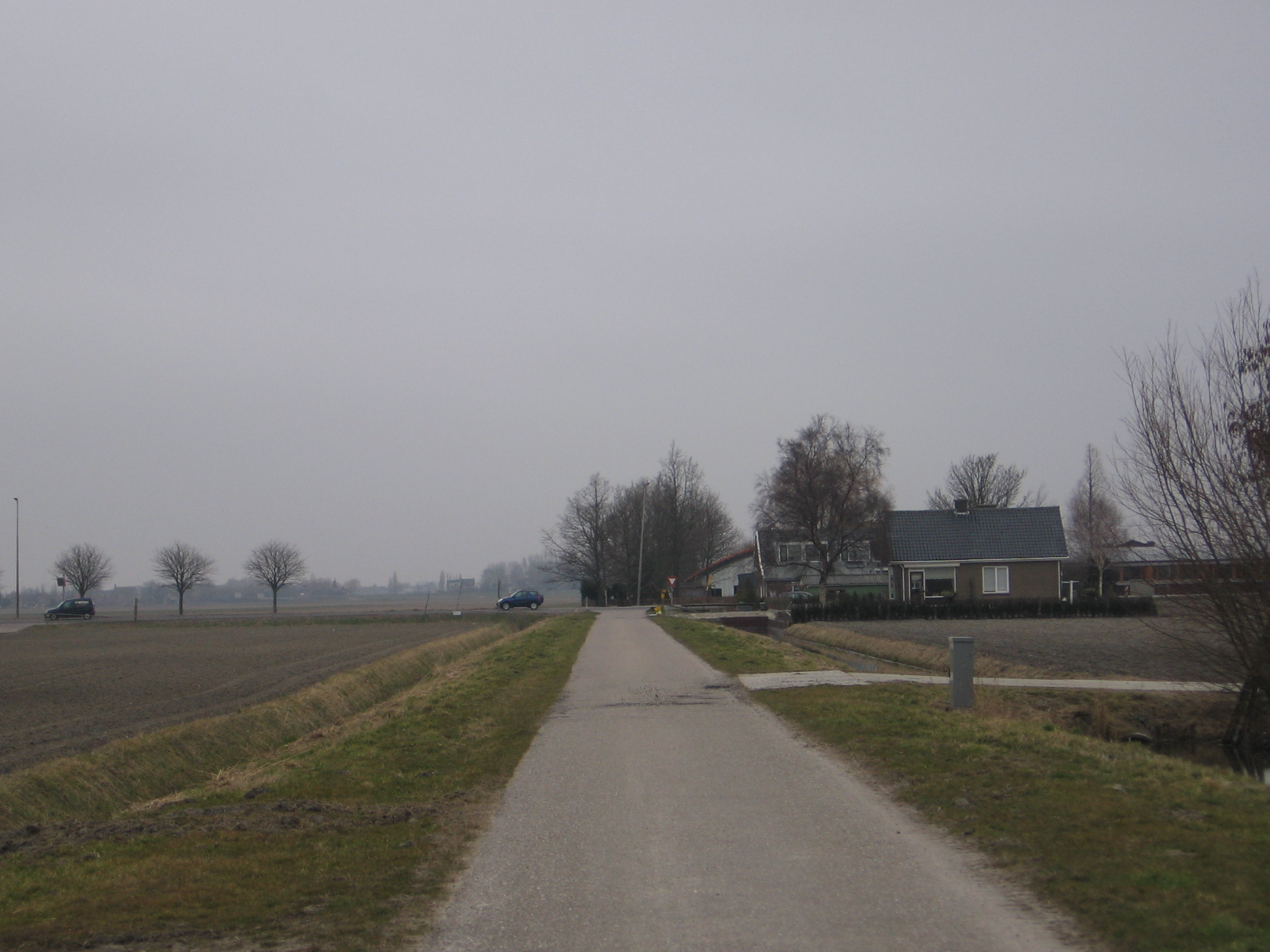
Vue sur Benthorn

Benthorn est un hameau de la commune néerlandaise d'Alphen-sur-le-Rhin (anciennement Rijnwoude), dans la province de la Hollande-Méridionale. Le hameau est situé à environ un kilomètre à l'est de Benthuizen, à −4,3 m sous NAP. Depuis la construction de la nouvelle ligne à grande vitesse reliant Amsterdam à Bruxelles, Benthorn ne compte plus que trois fermes.

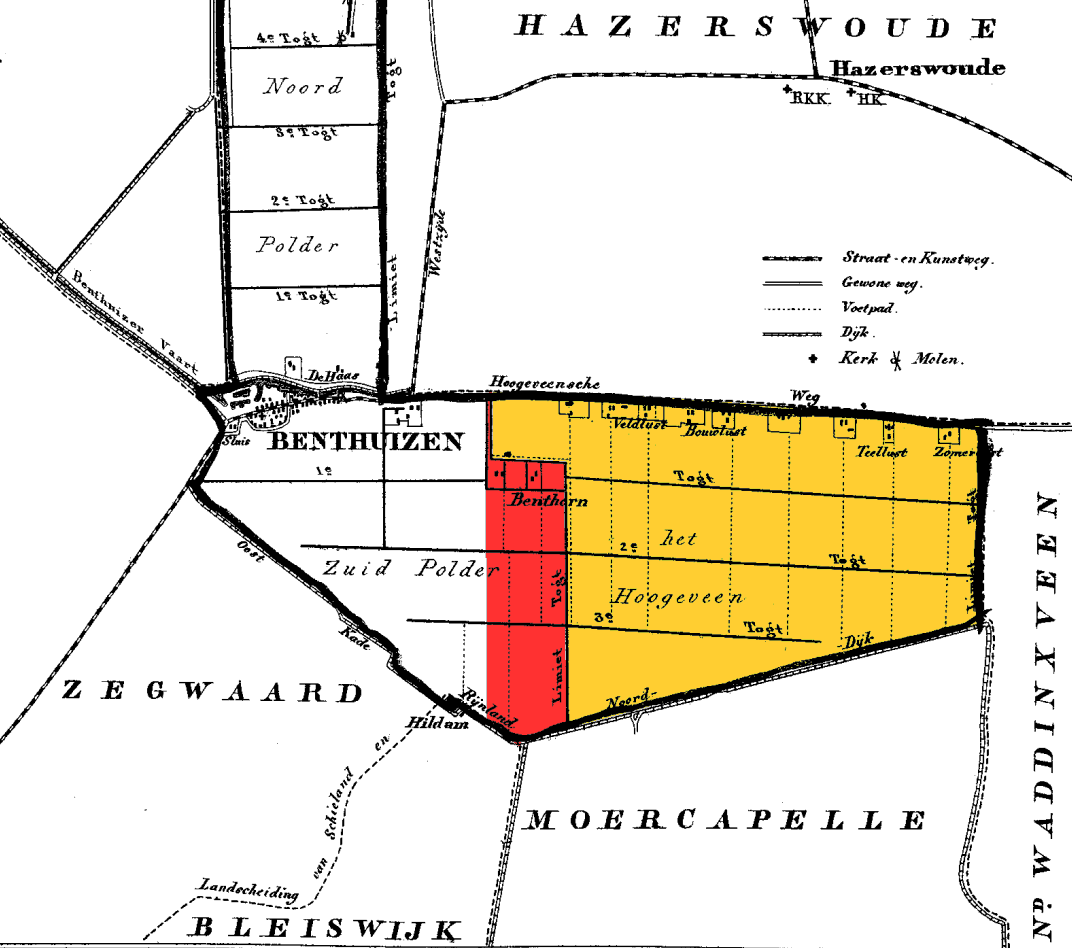
Commune de Benthuizen en 1868 ; Benthorn y figure en rouge

Seigneurie indépendante au Moyen Âge, Benthorn est érigée en commune au début du XIXe siècle. Elle est rattachée à Benthuizen de 1812 à 1817, puis définitivement le 1er janvier 1846.
En 1840, le hameau comptait 2 maisons et 17 habitants.